# لحن الحياة (أغنية)
أغنية لحن الحياة هي أغنية مصورة للمنشد الإسلامي سمير علي من غناؤه وتلحينه وكلمات أحمد طارق .

## مناسبة الأغنية
دعوة المصريين للتفاؤل والاقبال علي الحياة وعدم الاقبال على حملات مقاطعة التصويت على دستور مصر 2012 بسبب الهجمة الشرسة التي تعرضت لها حكومة هشام قنديل و الرئيس المنتخب محمد مرسي قبل انقلاب 2013 من قبل أجهزة الاعلام التي سببت بلبلة واحباط لبعض المواطنين حول اداء تلك الحكومة و الرئيس المعزول محمد مرسي .

### موقعاليوتيوب
- لحن الحياة لسمير على على اليوتيوب